# Trutnov (distrito)
Trutnov é um distrito da República Checa na região de Hradec Králové, com uma área de 1 147 km² com uma população de 120 777 habitantes (2002) e com uma densidade populacional de 105 hab/km².